# Tomás Rincón
Tomás Eduardo Rincón Hernández (sinh ngày 13 tháng 1 năm 1988) là một cầu thủ bóng đá chuyên nghiệp người Venezuela hiện đang thi đấu ở vị trí tiền vệ cho câu lạc bộ Campeonato Brasileiro Série B Santos và là đội trưởng của đội tuyển bóng đá quốc gia Venezuela.

## Thống kê sự nghiệp

### Câu lạc bộ
Tính đến ngày 23 tháng 5 năm 2021.
| Câu lạc bộ          | Mùa giải            | Giải đấu                    | Giải đấu | Giải đấu | Cúp quốc gia | Cúp quốc gia | Khác | Khác | Tổng cộng | Tổng cộng |
| Câu lạc bộ          | Mùa giải            | Hạng                        | Trận     | Bàn      | Trận         | Bàn          | Trận | Bàn  | Trận      | Bàn       |
| ------------------- | ------------------- | --------------------------- | -------- | -------- | ------------ | ------------ | ---- | ---- | --------- | --------- |
| Zamora              | 2007–08             | Venezuelan Primera División | 33       | 1        | 2            | 2            | —    | —    | 35        | 3         |
| Zamora              | Tổng cộng           | Tổng cộng                   | 33       | 1        | 2            | 2            | 0    | 0    | 35        | 3         |
| Deportivo Táchira   | 2008–09             | Venezuelan Primera División | 18       | 0        | 0            | 0            | —    | —    | 18        | 0         |
| Deportivo Táchira   | Tổng cộng           | Tổng cộng                   | 18       | 0        | 0            | 0            | 0    | 0    | 18        | 0         |
| Hamburger SV        | 2008–09             | Bundesliga                  | 1        | 0        | 1            | 0            | 2    | 0    | 4         | 0         |
| Hamburger SV        | 2009–10             | Bundesliga                  | 17       | 0        | 0            | 0            | 11   | 0    | 28        | 0         |
| Hamburger SV        | 2010–11             | Bundesliga                  | 19       | 0        | 2            | 0            | —    | —    | 21        | 0         |
| Hamburger SV        | 2011–12             | Bundesliga                  | 27       | 0        | 3            | 0            | —    | —    | 30        | 0         |
| Hamburger SV        | 2012–13             | Bundesliga                  | 20       | 0        | 0            | 0            | —    | —    | 20        | 0         |
| Hamburger SV        | 2013–14             | Bundesliga                  | 22       | 0        | 4            | 0            | —    | —    | 26        | 0         |
| Hamburger SV        | Tổng cộng           | Tổng cộng                   | 106      | 0        | 10           | 0            | 13   | 0    | 129       | 0         |
| Genoa               | 2014–15             | Serie A                     | 29       | 0        | 2            | 0            | —    | —    | 31        | 0         |
| Genoa               | 2015–16             | Serie A                     | 33       | 3        | 1            | 0            | –    | –    | 34        | 3         |
| Genoa               | 2016–17             | Serie A                     | 17       | 0        | 1            | 0            | –    | –    | 18        | 0         |
| Genoa               | Tổng cộng           | Tổng cộng                   | 79       | 3        | 4            | 0            | –    | –    | 83        | 3         |
| Juventus            | 2016–17             | Serie A                     | 13       | 0        | 3            | 0            | 3    | 0    | 19        | 0         |
| Juventus            | Tổng cộng           | Tổng cộng                   | 13       | 0        | 3            | 0            | 3    | 0    | 19        | 0         |
| Torino (mượn)       | 2017–18             | Serie A                     | 36       | 1        | 2            | 0            | —    | —    | 38        | 1         |
| Torino              | 2018–19             | Serie A                     | 34       | 3        | 3            | 1            | —    | —    | 37        | 4         |
| Torino              | 2019–20             | Serie A                     | 32       | 1        | 2            | 0            | 5    | 0    | 39        | 1         |
| Torino              | 2020–21             | Serie A                     | 36       | 1        | 3            | 0            | 0    | 0    | 39        | 1         |
| Torino              | Tổng cộng           | Tổng cộng                   | 138      | 6        | 10           | 1            | 5    | 0    | 153       | 7         |
| Tổng cộng sự nghiệp | Tổng cộng sự nghiệp | Tổng cộng sự nghiệp         | 392      | 10       | 29           | 3            | 21   | 0    | 442       | 13        |

### Quốc tế
Tính đến ngày 24 tháng 3 năm 2024.
| Đội tuyển quốc gia | Năm       | Trận | Bàn |
| ------------------ | --------- | ---- | --- |
| Venezuela          |           |      |     |
| 2008               | 13        | 0    |     |
| 2009               | 10        | 0    |     |
| 2010               | 6         | 0    |     |
| 2011               | 14        | 0    |     |
| 2012               | 4         | 0    |     |
| 2013               | 7         | 0    |     |
| 2014               | 2         | 0    |     |
| 2015               | 10        | 0    |     |
| 2016               | 14        | 0    |     |
| 2017               | 6         | 0    |     |
| 2018               | 5         | 1    |     |
| 2019               | 10        | 0    |     |
| 2020               | 3         | 0    |     |
| 2021               | 9         | 0    |     |
| 2022               | 8         | 0    |     |
| 2023               | 9         | 0    |     |
| 2024               | 2         | 0    |     |
| Tổng cộng          | Tổng cộng | 132  | 1   |

#### Bàn thắng quốc tế
Bàn thắng và kết quả của Venezuela được để trước.
| #  | Ngày                 | Địa điểm                       | Đối thủ  | Bàn thắng | Kết quả | Giao hữu |
| -- | -------------------- | ------------------------------ | -------- | --------- | ------- | -------- |
| 1. | 16 tháng 11 năm 2018 | Ōita Bank Dome, Ōita, Nhật Bản | Nhật Bản | 1–1       | 1–1     | Giao hữu |